# Андерс Гейлсберг
А́ндерс Ге́йлсберґ (англ., датс. Anders Hejlsberg) — данський програміст. Відомий значним доробком та роботою над декількома комерційно успішними мовами програмування та інструментарієм для розробки програмного забезпечення, серед яких: Turbo Pascal, Delphi, J++, C#, TypeScript та інше.
Наразі працює у корпорації Microsoft, де є головним архітектором мови програмування C#.

## Біографія

### Раннє життя
Гейлсберґ народився у грудні 1960 року у Копенгагені, столиці Данії, де вивчав інженерію у Данському технічному університеті. Під час навчання він займався написанням програмного забезпечення для мікрокомп'ютера Nascom, основною його розробкою був компілятор мови Pascal, котрий спершу продавався під іменем Blue Label Pascal компілятор для Nascom-2. Проте, він дуже скоро портував його на операційну систему MS-DOS, і перейменував спершу у Compas Pascal, а потім у PolyPascal. Через деякий час Андерс продав його компанії Borland, котра дала йому ім'я Turbo Pascal.

### Робота у Borland
Після купівлі у 1980 році компанією Borland його компілятора, він став комерційно найуспішнішим компілятором мови Pascal. Як частина угоди, згідно з якою Borland отримувала авторські права на компілятор, Гейлсберґ став її головним інженером, де залишався на цій посаді аж до 1996 року. Протягом цього часу він був головним архітектором компілятора, і очолив команду проектувальників Delphi.

### Робота у Microsoft
У 1996 році Гейлсберґ покинув Borland, і пішов працювати у Microsoft. Одним із перших його досягнень на новій роботі стала мова програмування J++ та Windows Foundation Classes. Починаючи із 2000 року він очолює команду проектувальників мови C#.

## Нагороди
У 2001 році пан Гейлсберґ отримав нагороду журналу Dr. Dobb's Journal за свою роботу над Turbo Pascal, Delphi, C# та Microsoft .NET Framework.

## Опубліковані роботи
- The C# Programming Language, Second Edition, Addison-Wesley Professional, ISBN 0-321-33443-4 , 9 червня 2006

### Інтерв'ю
- The C# Design Process [Архівовано 5 травня 2017 у Wayback Machine.]
- The Trouble with Checked Exceptions [Архівовано 18 лютого 2015 у Wayback Machine.]
- Delegates, Components and Simplexity [Архівовано 7 березня 2017 у Wayback Machine.]
- Versioning, Virtual and Override [Архівовано 13 лютого 2017 у Wayback Machine.]
- Contracts and Interoperability [Архівовано 13 лютого 2017 у Wayback Machine.]
- Inappropriate Abstractions [Архівовано 2 березня 2017 у Wayback Machine.]
- Generics in C#, Java and C++ [Архівовано 5 травня 2017 у Wayback Machine.]
- CLR Design Choices [Архівовано 6 березня 2017 у Wayback Machine.]
- Deep Inside C#: An Interview with Microsoft Chief Architect Anders Hejlsberg [Архівовано 24 липня 2008 у Wayback Machine.]
- Video interview at channel9 [Архівовано 6 лютого 2006 у Wayback Machine.]

### Відео
- Life and Times of Anders Hejlsberg [Архівовано 6 лютого 2006 у Wayback Machine.]
- Anders Hejlsberg — Tour through computing industry history at the Microsoft Museum [Архівовано 6 квітня 2005 у Wayback Machine.]
- Anders Hejlsberg — What’s so great about generics? [Архівовано 30 серпня 2005 у Wayback Machine.]
- Anders Hejlsberg — Programming data in C# 3.0 [Архівовано 7 серпня 2005 у Wayback Machine.]
- Anders Hejlsberg — What brought about the birth of the CLR [Архівовано 2 травня 2005 у Wayback Machine.]
- Anders Hejlsberg — More C# Talk from C#'s Architect (Happy Birthday Video #3) [Архівовано 28 липня 2005 у Wayback Machine.]
- Anders Hejlsberg — LINQ [Архівовано 28 жовтня 2005 у Wayback Machine.]

1. ↑  Identifiants et Référentiels — ABES, 2011.